# Lucio Alfert
Ludger "Lucio" Alfert OMI (Heek, Münsterland, 18 de novembro de 1941) é um ministro alemão e vigário apostólico católico romano emérito de Pilcomayo, no Paraguai.
Ludger Alfert, um dos oito filhos de uma família de Münsterland, formou-se no internato Oblato Mariengarden Gymnasium em Burlo em 1964 com seu Abitur no Remigianum Gymnasium em Borken e entrou em seu noviciado com os Missionários Oblatos da Imaculada Virgem Maria (Oblati Mariae Immaculatae) no mosteiro Maria Engelport. Estudou teologia e filosofia no colégio religioso dos Oblatos de Hünfeld e em Fulda. Ele fez seus votos em 17 de fevereiro de 1972 na Congregação dos Oblatos. Foi ordenado sacerdote em 15 de abril de 1972 e desde então trabalha como missionário no Paraguai.
Em 24 de janeiro de 1986 foi nomeado Vigário Apostólico de Pilcomayo e Bispo Titular de Tubyza. Recebeu a consagração episcopal em 21 de maio de 1986 pelo Bispo de La Rioja Bernhard Heinrich Witte OMI; Co-consagrantes foram o Bispo de Benjamín Aceval Mario Melanio Medina Salinas e o Bispo de San Juan Bautista de las Misiones Carlos Milcíades Villalba Aquino. Alfert foi presidente da Comissão Pastoral Indígena (Coordinación Nacional de Pastoral Indígena) da Conferência Episcopal Paraguaia.
Em 18 de novembro de 2022, o Papa Francisco aceitou sua renúncia por motivos de idade.